# イリヤ・ダーリン
『イリヤ・ダーリン 日曜日はダメよ』は、映画『日曜はダメよ！』を原作にしたミュージカル。
1967年にブロードウェイで初演。映画同様メリナ・メルクーリがイリヤを演じた。日本では劇団四季による公演が行われている。

## ストーリー
アメリカ人の哲学教師ホーマーは、多くの哲学者を輩出したギリシャに憧れ、ギリシャの港町ピレウスにやってくる。
そこでイリヤという娼婦の女性と出会ったホーマーは、彼女に一目惚れしてしまい、イリヤを完璧な女性に変身させようとする。
ホーマーとイリヤの恋の行方は―。

## ブロードウェイ公演

### スタッフ
- 製作 … カーミット・ブルームガーデン

## 劇団四季による公演
『日曜はダメよ！』から『イリヤ・ダーリン　日曜はダメよ』に改題

### スタッフなど
- 台本 … ジュールス・ダッシン
- 作詞 … ジョー・ダリオン
- 音楽 … マノス・ハジダキス
- 翻訳 … 倉橋健
- 訳詞 … 岩谷時子
- 演出 … 浅利慶太
- 装置 … 金森馨、 土屋茂昭
- 照明 … 沢田祐二
- 振付 … 山田卓

### 主要キャスト
- イリヤ … 越路吹雪、 前田美波里、 保坂知寿、 山崎佳美
- ホーマー …日下武史、 市村正親、  石丸幹二、 味方隆司、　加藤敬二

### 場面とナンバー
（注意：1996年の公演プログラムによる）
第一幕
- 造船所
  - 「ポ・ポ・ポ」
- ブズーキ・パレス
  - 「ヨルゴのダンス」
  - 「ピレウス・マイ・ラブ」
  - 「黄金の国」
- イリヤの家の外
  - 「あの人にはぼくが必要」
- 造船所
  - 「飲めよ、ウーゾを」
- 手回しオルガンと街頭
  - 「もう寝るのはイヤ」
- イリヤの誕生日のパーティ
  - 「誕生日の歌」
  - 「メディアのタンゴ」
- アクロポリスの灯の見えるところ
- ブズーキ・パレス
  - 「イリヤ・ダーリング」
- イリヤの寝室

第二幕
- イリヤのアパート
  - 「ディア・ミスター・シューベルト」
  - 「授業」
- イリヤの家の外
  - 「日曜はダメよ！」
- イリヤの寝室
  - 「ピレウス・マイ・ラブ」
- ガレージの外
- イリヤのアパート
- アパートの外
- ブズーキ・パレス
- 港
  - 「ヤ・ハラー・バイ・バイ・バイ」

### 上演記録
- 1974年6月4日～6月28日 - 日生劇場（初演）
- 1975年6月4日～6月26日 - 日生劇場
- 1975年7月9日～7月13日 - 中日劇場
- 1975年7月15日～7月19日 - 大阪フェスティバルホール
- 1984年3月5日～3月20日 - 日生劇場
- 1984年4月10日～4月28日 - 日生劇場
- 1984年9月10日～12月12日 - 全国公演
- 1996年3月5日～4月26日 - 近鉄劇場
- 1996年5月1日～5月11日 - 愛知厚生年金会館
- 1996年5月30日～6月30日 - 青山劇場
- 1996年7月6日～7月28日 - 札幌JRシアター